# SN 1996bc
SN 1996bc – supernowa typu Ia odkryta 8 października 1996 roku w galaktyce A031206+0038. W momencie odkrycia miała maksymalną jasność 22,50m.